# Edward Cooke (1755-1820)
Pour les articles homonymes, voir Cooke.
Edward Cooke (27 juin 1755 - 19 mars 1820) est un homme politique britannique et un pamphlétaire.

## Famille et enfance
Il naît à Denham (Buckinghamshire), troisième et dernier fils de William Cooke (1711-1797), prévôt du King's College de Cambridge, et de son épouse Catherine, fille de Richard Sleech, chanoine de la Chapelle Saint-Georges de Windsor. Il fait ses études à Eton et au King's College, à Cambridge, où il obtient un baccalauréat en 1777 et une maîtrise en 1785. Il est membre du collège de 1776 à 1786 .

## Irlande
Il entre au service du gouvernement en 1778, en tant que secrétaire particulier de Sir Richard Heron, Secrétaire en chef pour l'Irlande tandis que John Hobart (2e comte de Buckinghamshire) est Lord lieutenant d'Irlande. Il occupe divers postes au sein de l'administration et du parlement irlandais, devenant sous-secrétaire du département militaire en 1789-1796 et du département civil en 1796-1801. Durant cette période, il est également député des arrondissements de Lifford (1789-1790) et de Old Leighlin (1789-1801). Il prospère grâce à son intelligence et à son soutien de la politique britannique. Il a une très mauvaise opinion des hommes de loi irlandais et envoie à Londres des lettres les décrivant presque tous comme insolents, ignorants ou biaisés.
Il a publié plusieurs pamphlets politiques au cours des années 1790. Toutefois, sa position devient difficile lors de l’adoption de l’Acte d’Union, car il privilégie l’Émancipation des catholiques. Cela le détermine à retourner en Angleterre. À Londres, en 1801, il négocie l'augmentation du Fonds des services secrets irlandais avec lord Pelham, ainsi que sur son emploi futur de sous-secrétaire de Pelham, mais une dispute éclate sur le rôle respectif du Secrétaire d'État à l'Intérieur et du Lord Lieutenant. Le Lord Lieutenant consent à partir et il reçoit des postes de sinécure d'une valeur de 2.000 £ par an, dont celui de gardien des archives du parlement irlandais.

## La politique en Grande-Bretagne
Après son retour en Angleterre. Cooke resea sans activité jusqu'en 1804, date à laquelle il est nommé sous-secrétaire d'État à la Guerre et aux Colonies sous Lord Camden, puis auprès du vicomte Castlereagh. Il suit ensuite Castlereagh au Foreign Office. Il l'accompagne à Vienne et en Italie durant l'hiver 1814-1815 afin de le soutenir au Congrès de Vienne et de négocier en partie avec le Saint-Siège sur la question catholique. En 1817, il prend sa retraite, à son grand regret.

## Vie privée
Le 10 août 1791, Cooke épouse Isabella, fille de Hamilton Gorges de Kilbrew, comté de Meath, député irlandais. Ils n'ont pas d'enfants. Il meurt en 1820.